# Catocala petulans
Catocala petulans är en fjärilsart som beskrevs av George Duryea Hulst 1884. Catocala petulans ingår i släktet Catocala och familjen nattflyn. Inga underarter finns listade i Catalogue of Life.